# 桜木りか
桜木 りか（さくらぎ りか、2002年1月8日 - ）は、日本のアイドル・タレントである。東京都出身。

## 人物
- ロック系男装アイドルael-アエル-及びPipping Hotのメンバー。イメージカラーは黄色。
- アニメ鑑賞が好き。

## 経歴
2021年
- 7月15日、『♯バズるんチャン⁉︎ aelのアエroom』において初お披露目され、新メンバー 逢坂朔玖（あいさかさく）として加入[2]。

2022年
- 11月1日、個人Twitterを開設[3]。

2023年
- 11月6日、個人Xにおいて2024年2月いっぱいで芸能活動終了を報告[4]。
- 12月18日、大藤みら、片山蘭と共に東京カルチャーカルチャーでのイベント開催を発表[5]。

2024年
- 2月5日、個人Instagramを開設[6]。

## 出演
- 逢坂朔玖としての出演は「ael-アエル-」及び「Pipping Hot」の項を参照。

### イベント
2024年
- 2月16日「bouquet」会場：東京カルチャーカルチャー

## 脚引
1. 1 2  “桜木 りか｜女性タレント｜所属者一覧｜ケイダッシュステージ公式WEBサイト”. ケイダッシュステージ公式WEBサイト. 2024年2月28日閲覧。
2. ↑  “ael-アエル- 新メンバー八雲杏・逢坂朔玖・碇たくみが加入。配信でお披露目 | IDOL REPORT.com”.   IDOL REPORT.com (2021年7月16日). 2024年2月28日閲覧。
3. ↑  桜木りか (2022年11月1日). “Xユーザーの桜木りかさん: 「お初にお目にかかります、桜木りかです 金髪ショートで覚えてください^_^ https://t.co/s4hUJ69eTM」 / X”. 2024年2月28日閲覧。
4. ↑  桜木りか (2023年11月6日). “Xユーザーの桜木りかさん: 「【ご報告🐶】 https://t.co/tklB5Y3VzA」 / X”. X. 2024年2月28日閲覧。
5. ↑  桜木りか (2023年12月18日). “Xユーザーの桜木りかさん: 「2024年2月16日(金)に会えちゃいます🐶💐 らんらんとみらちゃんと3人で会いに来てくださる皆さんに楽しい時間を提供します🪄 今からたのしみよ~ https://t.co/kx6dkACMUP」 / X”. X. 2024年2月28日閲覧。
6. ↑  “Xユーザーの桜木りかさん: 「この度桜木りかInstagram開設しました！ ほんとに日常って感じなのでゆるめだけど。たまにインライとかもできたらなって思ってるのでふぉろーしてくれると嬉しいです！何卒！！！(⊃^-^)⊃♡ https://t.co/W0tMfJnGtO」 / X”. X (2024年2月5日). 2024年2月28日閲覧。